# 巴朗杜鹃
巴朗杜鹃（学名：Rhododendron balangense）为杜鹃花科杜鹃花属下的一个种。

## 扩展阅读
- 維基物種上的相關：巴朗杜鹃